# Józef Chłopicki
Grzegorz Józef baron Chłopicki (Kapustyn, Wolynië, 14 maart 1771 - Krakau, 30 september 1854) was Frans generaal in de Coalitieoorlogen en gedurende de Novemberopstand van 1830/1831 korte tijd dictator van Congres-Polen.
Chłopicki werd geboren in het Poolse Wolynië, thans behorend tot Oekraïne, uit een arm adellijk geslacht. Hij nam in 1785 dienst in het Poolse leger. In 1792 streed hij in de Russisch-Poolse Oorlog en in 1794 nam hij deel aan de Kościuszko-opstand, waar hij zich als adjudant van generaal Franciszek Rymkiewicz onderscheidde in de Slag bij Racławice. Na de nederlaag voegde hij zich bij het Poolse legioen in Franse dienst. Hij onderscheidde zich in de Italiaanse veldtochten van 1797 en 1805 en als commandant van Napoleons eerste regiment van de Weichsel in de slagen bij Eylau en Friedland (1807). Voor zijn heldenmoed in de Slag bij Epila en de bestorming van Saragossa in de Oorlog op het Iberisch Schiereiland ontving hij het Legioen van Eer en de titel baron de l'Empire.

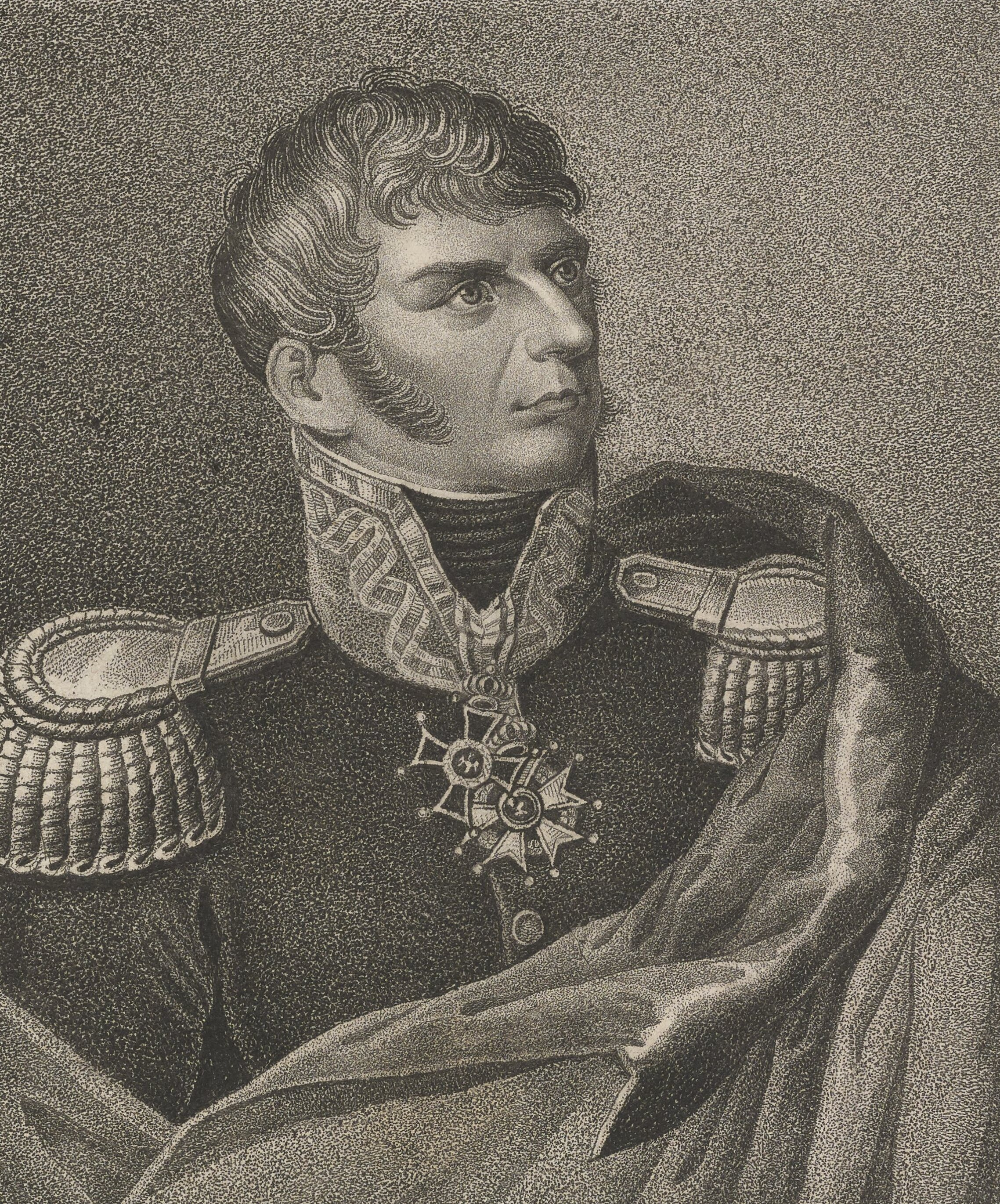
Józef Chłopicki

Hij volgde de Grande Armée in de Russische veldtocht van 1812 en raakte gewond in de Slag bij Smolensk, maar trok zich later terug naar Parijs omdat hem een bevordering tot divisiegeneraal werd geweigerd. Toen tsaar Alexander I in 1814 een herstel van de Poolse staat beloofde, keerde Chłopicki terug naar zijn vaderland en werd divisiegeneraal in het Poolse leger. Na een belediging van grootvorst Constantijn Pavlovitsj, hem aangedaan tijdens een defilé, nam hij in 1818 echter ontslag.
Hij leefde vervolgens buiten de openbaarheid tot het uitbreken van de Novemberopstand in Russisch-Polen. De Polen in de regering veroordeelden de revolutie en stelden de op verzoening met Rusland gerichte populaire veteraan Chłopicki en Adam Jerzy Czartoryski aan het hoofd van de regering. Op verzoek van de Sejm werd Chłopicki op 20 december 1830, tegen zijn zin, dictator van Polen. Hij trachtte een verzoening met tsaar Nicolaas I te bewerkstelligen, maar deze was niet tot concessies bereid. Aangezien Chłopicki op zijn beurt niet bereid was de opstand neer te slaan, trad hij op 18 januari 1831 af. Hij nam vervolgens om zijn patriottisme te bewijzen als gewoon soldaat dienst in het leger tot hij zwaargewond raakte in de Slag bij Grochów.

## Onderscheidingen
- Baron de l'Empire
- Legioen van Eer
  - Officier op 9 juli 1808[1]
  - Ridder op 26 juni 1808[1]
- Naam gegraveerd op de Arc de Triomphe (37ste kolom)

- Bibliothèque nationale de France: cb18125801m (data)
- Gemeinsame Normdatei: 119311593
- International Standard Name Identifier: 0000 0001 0966 7280
- Library of Congress Control Number: n85166370
- Virtual International Authority File: 42645388
- WorldCat: E39PBJrcjGkybccvXyxYTHfH4q